# Coupe d'Europe des vainqueurs de coupe féminine de handball 1991-1992
Navigation
Coupe des coupes 1990-1991 Coupe des coupes 1992-1993
La Coupe d'Europe des vainqueurs de coupe féminine de handball 1991-1992 est la 16e édition de la Coupe d'Europe des vainqueurs de coupe féminine de handball, compétition de handball créée en 1976 et organisée pour la dernière fois par l'IHF avant de passer sous le giron de l'EHF.
Le club yougoslave du Radnički Belgrade conserve son titre en battant en finale le club hongrois du Debreceni VSC.

## Formule
La Coupe des Vainqueurs de Coupe est également appelée C2. Il est d’usage que les vainqueurs des coupes nationales respectives y participent. 
L’ensemble des rencontres se dispute en matchs aller-retour, y compris la finale. 

## Résultats

### Tour préliminaire
| Date Aller        | Club                        | Aller   | Total   | Retour  | Club                    | Date Retour    |
| ----------------- | --------------------------- | ------- | ------- | ------- | ----------------------- | -------------- |
| 28 septembre 1991 | EB Start Elbląg (en)        | 28 – 20 | 44 – 45 | 16 – 25 | Ikast FS                | 6 octobre 1991 |
| 28 septembre 1991 | HK Slovan Duslo Šaľa        | 34 – 16 | 61 – 37 | 27 – 21 | Spono Nottwill          | ? octobre 1991 |
| ?? septembre 1991 | Maccabi Kiriat Sharet Holon | 15 – 28 | 22 – 66 | 07 – 38 | HC Sassari              | ? octobre 1991 |
| 29 septembre 1991 | EMT Mejorada                | 16 – 14 | 26 – 29 | 10 – 15 | CD Pacos de Arcos       | 5 octobre 1991 |
| 28 septembre 1991 | WAT Fünfhaus                | 23 – 11 | 45 – 32 | 22 – 21 | ASE Doukas Athènes      | 6 octobre 1991 |
| 5 octobre 1991    | Sävsjö HK                   | 14 – 15 | 37 – 25 | 23 – 10 | Fram Reykjavik          | 6 octobre 1991 |
| 28 septembre 1991 | Vlug en Lenig Geelen        | 17 – 23 | 31 – 44 | 14 – 21 | ASPTT Metz              | 5 octobre 1991 |
| 28 septembre 1991 | Fémina Visé Handball        | 24 – 14 | 42 – 29 | 18 – 15 | HC Berchem              | 5 octobre 1991 |
| ?? septembre 1991 | Cyprus College              | 19 – 30 | 35 – 70 | 16 – 40 | ŽRK Podravka Koprivnica | ? octobre 1991 |
| ?? septembre 1991 | Halkbank Ankara             | 25 – 16 | 45 – 32 | 20 – 16 | SK NSA Sofia            | ? octobre 1991 |

Le ŽRK Radnički Belgrade, le Spartak Kiev, le CS Știința Bacău, Bayer Leverkusen,  Byåsen IL Trondheim et le Debreceni VSC sont exemptés du tour préliminaire.

### Huitièmes de finale
| Date Aller       | Club                 | Aller   | Total   | Retour  | Club                    | Date Retour      |
| ---------------- | -------------------- | ------- | ------- | ------- | ----------------------- | ---------------- |
| 10 novembre 1991 | Ikast FS             | 21 – 30 | 39 – 58 | 18 – 28 | ŽRK Radnički Belgrade   | 17 novembre 1991 |
| 11 novembre 1991 | Spartak Kiev         | 25 – 29 | 44 – 61 | 19 – 32 | CS Știința Bacău        | 17 novembre 1991 |
| ?? novembre 1991 | Bayer Leverkusen     | 24 – 17 | 49 – 37 | 25 – 20 | HK Slovan Duslo Šaľa    | 17 novembre 1991 |
| ?? novembre 1991 | HC Sassari           | 32 – 14 | 51 – 35 | 19 – 21 | CD Pacos de Arcos       | 17 novembre 1991 |
| 10 novembre 1991 | Byåsen IL Trondheim  | 23 – 17 | 48 – 40 | 25 – 23 | WAT Fünfhaus            | 17 novembre 1991 |
| 10 novembre 1991 | Sävsjö HK            | 20 – 15 | 35 – 39 | 15 – 24 | ASPTT Metz              | 16 novembre 1991 |
| 10 novembre 1991 | Fémina Visé Handball | 19 – 31 | 27 – 59 | 08 – 28 | ŽRK Podravka Koprivnica | 12 novembre 1991 |
| 10 novembre 1991 | Debreceni VSC        | 38 – 15 | 71 – 36 | 33 – 21 | Halkbank Ankara         | 16 novembre 1991 |

### Quarts de finale
En s'imposant à Trondheim lors du match aller (16-11), les Messines pensaient bien avoir fait le plus dur. En Coupe d'Europe, une victoire à l'extérieur de cinq buts, c'est généralement synonyme de qualification. Plus de trois mille personnes entassées dans le palais des sports de Metz s'attendaient donc à la qualification de demi-finale en ce samedi 18 janvier 1992. Mais Corinne Krumbholz et ses coéquipières, sans doute paralysées par le trac, multiplièrent les bourdes au point de se faire éliminer selon la règle du nombre de buts marqués à l'extérieur :
| Date Aller     | Club                    | Aller   | Total   | Retour  | Club                  | Date Retour     |
| -------------- | ----------------------- | ------- | ------- | ------- | --------------------- | --------------- |
| ? janvier 1992 | Byåsen IL Trondheim     | 11 – 16 | 33 - 33 | 22 – 17 | ASPTT Metz            | 19 janvier 1992 |
| ? janvier 1992 | CS Știința Bacău        | 26 – 21 | 44 – 46 | 18 – 25 | ŽRK Radnički Belgrade | 19 janvier 1992 |
| ? janvier 1992 | Bayer Leverkusen        | 41 – 17 | 72 – 36 | 31 – 19 | HC Sassari            | 19 janvier 1992 |
| ? janvier 1992 | ŽRK Podravka Koprivnica | 24 – 21 | 41 – 53 | 17 – 32 | Debreceni VSC         | 19 janvier 1992 |

### Demi-finales
| Date Aller      | Club                  | Aller   | Total   | Retour  | Club                | Date Retour     |
| --------------- | --------------------- | ------- | ------- | ------- | ------------------- | --------------- |
| 15 février 1992 | ŽRK Radnički Belgrade | 21 – 18 | 42 – 40 | 21 – 22 | Bayer Leverkusen    | 23 février 1992 |
| 16 février 1992 | Debreceni VSC         | 19 – 19 | 42 – 42 | 23 - 23 | Byåsen IL Trondheim | 23 février 1992 |

### Finale
| Date Aller   | Club          | Aller   | Total   | Retour  | Club                  | Date Retour   |
| ------------ | ------------- | ------- | ------- | ------- | --------------------- | ------------- |
| 5 avril 1992 | Debreceni VSC | 26 – 21 | 45 – 45 | 19 – 24 | ŽRK Radnički Belgrade | 20 avril 1992 |

## Les championnes d'Europe
| Championne d'Europe des vainqueurs de coupe 1991-1992 ŽRK Radnički Belgrade 2e titre |